# Namık Kemal
Mehmed Namık Kemal (Tekirdağ, 21 de desembre de 1840 - Sakız, 2 de desembre de 1888) fou un destacat literat otomà, un dels principals de la segona meitat del segle xix. Va tenir destacada activitat política especialment durant el Tanzimat. Va escriure poesia, articles, obres històriques, obres teatrals, novel·les i crítiques literàries.